# San Javier (Guanajuato)
San Javier es una localidad del estado mexicano de Guanajuato. Es parte del municipio de Irapuato.

## Toponimia
El nombre de la población hace referencia al santo patrono de la localidad: Francisco Javier.

## Demografía
| Gráfica de evolución demográfica |
|                                  |

| Censo | Población |
| ----- | --------- |
| 1900  | 52        |
| 1910  | 22        |
| 1921  | 64        |
| 1930  | 145       |
| 1940  | 214       |
| 1950  | 236       |
| 1960  | 376       |
| 1970  | 464       |
| 1980  | 667       |
| 1990  | 923       |
| 2000  | 1 178     |
| 2010  | 1 462     |
| 2020  | 1 802     |